# 波隆納拱廊
波隆納拱廊（The Porticoes of Bologna）是位於意大利博洛尼亚的门廊建築群。門廊的总长度超过了38公里，如果把中世纪城墙外的门廊也考虑在内，则長度可达53公里。
波隆納拱廊基本上是私人建造。目前已知的第一個門廊建於1041年。由于其文化和艺术意义，波隆納拱廊在2021年被宣布为联合国教科文组织的世界遗产。